# 유동 (신향후)
유동(劉佟, ? ~ ?)은 전한 말기의 제후로, 청하강왕의 고손이다.

## 행적
아버지 유존의 뒤를 이어 신향후(新鄕侯)에 봉해졌다.
원시 원년(1년), 유동은 왕망이 섭정을 해야 한다는 내용의 상소를 올렸다. 신나라 건국 후, 왕망은 유동에게 왕씨 성을 내려주었다.

## 출전
- 반고, 《한서》 권15하 왕자후표 下

| 선대 아버지 신향양후 유존 | 전한의 신향후 ? ~ 8년 | 후대 (전한 멸망) |